# Grand Prix de Plouay 2014
La 78e édition du Grand Prix de Plouay a eu lieu le 31 août 2014. Il s'agit de la 24e épreuve de l'UCI World Tour 2014.

## Présentation

### Parcours
Le parcours en circuit est constitué de huit tours de 26,9 km suivis d'un tour de 13,9 km, soit un total de 229,1 km.
Le départ et l'arrivée ont lieu sur le boulevard des championnats du monde 2000. Les coureurs empruntent la côte du Lézot, avant de prendre la direction de Kerscoulic puis Pont-Neuf. Ils longent alors le Scorff, passent à Pont-Calleck et près de la chapelle Sainte-Anne de Berné. Le circuit revient vers Pont-Neuf avant d'emprunter le Minojenn du Calvaire. Il finit par la côte de Ty Marrec, située à seulement 4 km de l'arrivée.

### Équipes
Vingt-quatre équipes participent à ce Grand Prix de Plouay - dix-huit ProTeams et six équipes continentales professionnelles :
| UCI ProTeams            | UCI ProTeams | UCI ProTeams |
| Nom de l'équipe         | Pays         | Code         |
| ----------------------- | ------------ | ------------ |
| AG2R La Mondiale        | France       | ALM          |
| Astana                  | Kazakhstan   | AST          |
| Belkin                  | Pays-Bas     | BEL          |
| BMC Racing              | États-Unis   | BMC          |
| Cannondale              | Italie       | CAN          |
| Europcar                | France       | EUC          |
| FDJ.fr                  | France       | FDJ          |
| Garmin-Sharp            | États-Unis   | GRS          |
| Giant-Shimano           | Pays-Bas     | GIA          |
| Katusha                 | Russie       | KAT          |
| Lampre-Merida           | Italie       | LAM          |
| Lotto-Belisol           | Belgique     | LTB          |
| Movistar                | Espagne      | MOV          |
| Omega Pharma-Quick Step | Belgique     | OPQ          |
| Orica-GreenEDGE         | Australie    | OGE          |
| Sky                     | Royaume-Uni  | SKY          |
| Tinkoff-Saxo            | Russie       | TCS          |
| Trek Factory Racing     | États-Unis   | TFR          |

| Équipes continentales professionnelles | Équipes continentales professionnelles | Équipes continentales professionnelles |
| Nom de l'équipe                        | Pays                                   | Code                                   |
| -------------------------------------- | -------------------------------------- | -------------------------------------- |
| Bardiani CSF                           | Italie                                 | BAR                                    |
| Bretagne-Séché Environnement           | France                                 | BSE                                    |
| Cofidis                                | France                                 | COF                                    |
| IAM                                    | Suisse                                 | IAM                                    |
| Neri Sottoli                           | Italie                                 | NRI                                    |
| Wanty-Groupe Gobert                    | Belgique                               | WGG                                    |

### Favoris
Le sprinteur norvégien Alexander Kristoff (Katusha), vainqueur une semaine plus tôt de la Vattenfall Cyclassics est le grand favori de l'épreuve. L'Australien Simon Gerrans, vainqueur en 2009 et troisième lors de la récente Vattenfall Cyclassics et le champion du monde Rui Costa sont également considérés comme des prétendants à la victoire.

## Récit de la course
Au début de la course cinq coureurs s'échappent, ce sont : Stefano Pirazzi, Jean-Marc Bideau, Michel Koch, Pierre-Henri Lecuisinier et Kévin Van Melsen. Le peloton ne leur laissant pas plus de six minutes, ils sont repris à cinquante kilomètres de l'arrivée malgré la persistance de Koch. Peu de temps après Michał Kwiatkowski s'isole en tête avant d'être rejoint par six coureurs (Kristijan Đurasek, Lars Petter Nordhaug, Ben Hermans, Tim Wellens, Angélo Tulik et Christopher Juul Jensen). L'équipe Katusha ne laisse pas l'écart dépasser la minute, faisant redescendre l'avantage des attaquants à douze secondes dans le dernier tour, à moins de quinze kilomètres du but. L'allure du groupe de tête est ensuite relancée, notamment par Tulik qui part seul. Lors de la dernière difficulté du jour, la côte de Ty Marec, une partie du peloton revient sur eux ce qui aboutit à la formation d'un groupe de sept coureurs à son sommet. Cyril Gautier, Julian Alaphilippe, Arthur Vichot, Sylvain Chavanel, Andrea Fedi, Ben Hermans et Tim Wellens entament la descente avec dix secondes sur un peloton légèrement désorganisé. La poursuite derrière eux ayant échoué, ces hommes jouent la victoire au sprint que remporte Chavanel devant Fedi et Vichot.

## Classement final
|    | Coureur            | Pays     | Équipe                  |    | Temps           | Points UCI |
| -- | ------------------ | -------- | ----------------------- | -- | --------------- | ---------- |
| 1  | Sylvain Chavanel   | France   | IAM                     | en | 5 h 38 min 26 s | -          |
| 2  | Andrea Fedi        | Italie   | Neri Sottoli            | +  | 0 s             | -          |
| 3  | Arthur Vichot      | France   | FDJ.fr                  |    | 0 s             | 50         |
| 4  | Cyril Gautier      | France   | Europcar                |    | 0 s             | 40         |
| 5  | Julian Alaphilippe | France   | Omega Pharma-Quick Step |    | 0 s             | 30         |
| 6  | Tim Wellens        | Belgique | Lotto-Belisol           |    | 0 s             | 22         |
| 7  | Ben Hermans        | Belgique | BMC Racing              |    | 0 s             | 14         |
| 8  | Alexander Kristoff | Norvège  | Katusha                 |    | 2 s             | 10         |
| 9  | Giacomo Nizzolo    | Italie   | Trek Factory Racing     |    | 2 s             | 6          |
| 10 | Jürgen Roelandts   | Belgique | Lotto-Belisol           |    | 2 s             | 2          |

## Liste des participants
- Liste de départ complète

| Légende | Légende                                                                    | Légende | Légende                                                    |
| ------- | -------------------------------------------------------------------------- | ------- | ---------------------------------------------------------- |
| Num     | Dossard de départ porté par le coureur sur ce Grand Prix de Plouay         | Pos     | Position à l'arrivée de la course                          |
|         | Indique un maillot de champion national ou mondial, suivi de sa spécialité | NP      | Indique un coureur qui n'a pas pris le départ de la course |
| AB      | Indique un coureur qui n'a pas terminé la course                           | HD      | Indique un coureur qui a terminé la course hors des délais |

| Lampre-Merida LAM | Lampre-Merida LAM             | Lampre-Merida LAM |
| ----------------- | ----------------------------- | ----------------- |
| Num               | Coureur                       | Pos               |
| 1                 | Rui Costa (POR) (Route)       | 92e               |
| 2                 | Mattia Cattaneo (ITA)         | 136e              |
| 3                 | Kristijan Đurasek (CRO)       | 122e              |
| 4                 | Manuele Mori (ITA)            | 35e               |
| 5                 | Davide Cimolai (ITA)          | 137e              |
| 6                 | Nélson Oliveira (POR) (Route) | 57e               |
| 7                 | Rafael Valls (ESP)            | 109e              |
| 8                 | Luca Wackermann (ITA)         | AB                |

| Trek Factory Racing TFR | Trek Factory Racing TFR | Trek Factory Racing TFR |
| ----------------------- | ----------------------- | ----------------------- |
| Num                     | Coureur                 | Pos                     |
| 11                      | Fabio Silvestre (POR)   | AB                      |
| 12                      | Stijn Devolder (BEL)    | AB                      |
| 13                      | Danilo Hondo (GER)      | 67e                     |
| 14                      | Giacomo Nizzolo (ITA)   | 9e                      |
| 15                      | Grégory Rast (SUI)      | AB                      |
| 16                      | Fumiyuki Beppu (JPN)    | 100e                    |
| 17                      | Calvin Watson (AUS)     | 116e                    |
| 18                      | Danny van Poppel (NED)  | 141e                    |

| AG2R La Mondiale ALM | AG2R La Mondiale ALM      | AG2R La Mondiale ALM |
| -------------------- | ------------------------- | -------------------- |
| Num                  | Coureur                   | Pos                  |
| 21                   | Romain Bardet (FRA)       | 85e                  |
| 22                   | Samuel Dumoulin (FRA)     | 40e                  |
| 23                   | Davide Appollonio (ITA)   | 117e                 |
| 24                   | Blel Kadri (FRA)          | 108e                 |
| 25                   | Guillaume Bonnafond (FRA) | 105e                 |
| 26                   | Sébastien Minard (FRA)    | 91e                  |
| 27                   | Christophe Riblon (FRA)   | 144e                 |
| 28                   | Julien Bérard (FRA)       | 62e                  |

| Astana AST | Astana AST               | Astana AST |
| ---------- | ------------------------ | ---------- |
| Num        | Coureur                  | Pos        |
| 31         | Andriy Grivko (UKR)      | 88e        |
| 32         | Valerio Agnoli (ITA)     | 118e       |
| 33         | Francesco Gavazzi (ITA)  | 13e        |
| 34         | Enrico Gasparotto (ITA)  | 43e        |
| 35         | Borut Božič (SLO)        | 12e        |
| 36         | Maxim Iglinskiy (KAZ)    | AB         |
| 37         | Ruslan Tleubayev (KAZ)   | 20e        |
| 38         | Alessandro Vanotti (ITA) | AB         |

| Belkin BEL | Belkin BEL                 | Belkin BEL |
| ---------- | -------------------------- | ---------- |
| Num        | Coureur                    | Pos        |
| 41         | Jetse Bol (NED)            | 23e        |
| 42         | Lars Boom (NED)            | AB         |
| 43         | Jos van Emden (NED)        | 104e       |
| 44         | Rick Flens (NED)           | 145e       |
| 45         | Lars Petter Nordhaug (NOR) | 78e        |
| 46         | Barry Markus (NED)         | AB         |
| 47         | Bram Tankink (NED)         | AB         |
| 48         | Maarten Wynants (BEL)      | 120e       |

| BMC Racing BMC | BMC Racing BMC          | BMC Racing BMC |
| -------------- | ----------------------- | -------------- |
| Num            | Coureur                 | Pos            |
| 51             | Marcus Burghardt (GER)  | 114e           |
| 52             | Silvan Dillier (SUI)    | 16e            |
| 53             | Ben Hermans (BEL)       | 7e             |
| 54             | Steve Cummings (GBR)    | AB             |
| 55             | Amaël Moinard (FRA)     | 110e           |
| 56             | Martin Kohler (SUI)     | 82e            |
| 57             | Michael Schär (SUI)     | 134e           |
| 58             | Greg Van Avermaet (BEL) | 76e            |

| Cannondale CAN | Cannondale CAN         | Cannondale CAN |
| -------------- | ---------------------- | -------------- |
| Num            | Coureur                | Pos            |
| 61             | Michel Koch (GER)      | AB             |
| 62             | Kristjan Koren (SLO)   | 59e            |
| 63             | Alan Marangoni (ITA)   | 125e           |
| 64             | Marco Marcato (ITA)    | 48e            |
| 65             | Jean-Marc Marino (FRA) | 142e           |
| 66             | Moreno Moser (ITA)     | AB             |
| 67             | Fabio Sabatini (ITA)   | 135e           |
| 68             | Elia Viviani (ITA)     | 31e            |

| FDJ.fr FDJ | FDJ.fr FDJ                     | FDJ.fr FDJ |
| ---------- | ------------------------------ | ---------- |
| Num        | Coureur                        | Pos        |
| 71         | Pierre-Henri Lecuisinier (FRA) | AB         |
| 72         | Anthony Geslin (FRA)           | 111e       |
| 73         | Arnold Jeannesson (FRA)        | 128e       |
| 74         | Matthieu Ladagnous (FRA)       | 14e        |
| 75         | Yoann Offredo (FRA)            | 36e        |
| 76         | Laurent Pichon (FRA)           | 101e       |
| 77         | Pierrick Fédrigo (FRA)         | 86e        |
| 78         | Arthur Vichot (FRA)            | 3e         |

| Garmin-Sharp GRS | Garmin-Sharp GRS                  | Garmin-Sharp GRS |
| ---------------- | --------------------------------- | ---------------- |
| Num              | Coureur                           | Pos              |
| 81               | Jack Bauer (NZL)                  | 127e             |
| 82               | Tyler Farrar (USA)                | 96e              |
| 83               | Lasse Norman Hansen (DEN)         | 150e             |
| 84               | Raymond Kreder (NED)              | AB               |
| 85               | Sebastian Langeveld (NED) (Route) | 27e              |
| 86               | Tom-Jelte Slagter (NED)           | 95e              |
| 87               | Nick Nuyens (BEL)                 | 106e             |
| 88               | Dylan van Baarle (NED)            | 93e              |

| Lotto-Belisol LTB | Lotto-Belisol LTB      | Lotto-Belisol LTB |
| ----------------- | ---------------------- | ----------------- |
| Num               | Coureur                | Pos               |
| 91                | Lars Ytting Bak (DEN)  | 83e               |
| 92                | Stig Broeckx (BEL)     | 26e               |
| 93                | Kris Boeckmans (BEL)   | 140e              |
| 94                | Tony Gallopin (FRA)    | 34e               |
| 95                | Dennis Vanendert (BEL) | 39e               |
| 96                | Jürgen Roelandts (BEL) | 10e               |
| 97                | Jelle Vanendert (BEL)  | 71e               |
| 98                | Tim Wellens (BEL)      | 6e                |

| Movistar MOV | Movistar MOV            | Movistar MOV |
| ------------ | ----------------------- | ------------ |
| Num          | Coureur                 | Pos          |
| 101          | Pablo Lastras (ESP)     | 65e          |
| 102          | John Gadret (FRA)       | 124e         |
| 103          | Jesús Herrada (ESP)     | 90e          |
| 104          | Juan José Lobato (ESP)  | 50e          |
| 105          | Dayer Quintana (COL)    | AB           |
| 106          | Enrique Sanz (ESP)      | 17e          |
| 107          | Francisco Ventoso (ESP) | 107e         |
| 108          | Jasha Sütterlin (GER)   | 55e          |

| Omega Pharma-Quick Step OPQ | Omega Pharma-Quick Step OPQ | Omega Pharma-Quick Step OPQ |
| --------------------------- | --------------------------- | --------------------------- |
| Num                         | Coureur                     | Pos                         |
| 111                         | Julian Alaphilippe (FRA)    | 5e                          |
| 112                         | Jan Bakelants (BEL)         | 68e                         |
| 113                         | Thomas De Gendt (BEL)       | AB                          |
| 114                         | Michał Gołaś (POL)          | 64e                         |
| 115                         | Michał Kwiatkowski (POL)    | 123e                        |
| 116                         | Gianni Meersman (BEL)       | 11e                         |
| 117                         | Kevin De Weert (BEL)        | 84e                         |
| 118                         | Matteo Trentin (ITA)        | 52e                         |

| Orica-GreenEDGE OGE | Orica-GreenEDGE OGE         | Orica-GreenEDGE OGE |
| ------------------- | --------------------------- | ------------------- |
| Num                 | Coureur                     | Pos                 |
| 121                 | Michael Albasini (SUI)      | 132e                |
| 122                 | Luke Durbridge (AUS)        | AB                  |
| 123                 | Simon Gerrans (AUS) (Route) | 51e                 |
| 124                 | Michael Hepburn (AUS)       | AB                  |
| 125                 | Damien Howson (AUS)         | AB                  |
| 126                 | Jens Keukeleire (BEL)       | 53e                 |
| 127                 | Svein Tuft (CAN) (Route)    | 146e                |
| 128                 | Jens Mouris (NED)           | AB                  |

| Europcar EUC | Europcar EUC           | Europcar EUC |
| ------------ | ---------------------- | ------------ |
| Num          | Coureur                | Pos          |
| 131          | Yukiya Arashiro (JPN)  | 47e          |
| 132          | Alexandre Pichot (FRA) | 69e          |
| 133          | Bryan Coquard (FRA)    | 46e          |
| 134          | Perrig Quéméneur (FRA) | 99e          |
| 135          | Cyril Gautier (FRA)    | 4e           |
| 136          | Yohann Gène (FRA)      | 21e          |
| 137          | Kévin Réza (FRA)       | 33e          |
| 138          | Angélo Tulik (FRA)     | 115e         |

| Giant-Shimano GIA | Giant-Shimano GIA                 | Giant-Shimano GIA |
| ----------------- | --------------------------------- | ----------------- |
| Num               | Coureur                           | Pos               |
| 141               | Tom Veelers (NED)                 | 149e              |
| 142               | Roy Curvers (NED)                 | 139e              |
| 143               | Thomas Damuseau (FRA)             | 103e              |
| 144               | Reinardt Janse van Rensburg (RSA) | 15e               |
| 145               | Ji Cheng (CHN)                    | AB                |
| 146               | Luka Mezgec (SLO)                 | 19e               |
| 147               |                                   |                   |
| 148               | Albert Timmer (NED)               | 133e              |

| Katusha KAT | Katusha KAT                 | Katusha KAT |
| ----------- | --------------------------- | ----------- |
| Num         | Coureur                     | Pos         |
| 151         | Pavel Kochetkov (RUS)       | 74e         |
| 152         | Alexander Kristoff (NOR)    | 8e          |
| 153         | Luca Paolini (ITA)          | 126e        |
| 154         | Marco Haller (AUT)          | 30e         |
| 155         | Egor Silin (RUS)            | 113e        |
| 156         | Alexey Tsatevitch (RUS)     | 75e         |
| 157         | Petr Ignatenko (RUS)        | AB          |
| 158         | Aliaksandr Kuschynski (BLR) | 147e        |

| Sky SKY | Sky SKY                    | Sky SKY |
| ------- | -------------------------- | ------- |
| Num     | Coureur                    | Pos     |
| 161     | Ian Boswell (USA)          | AB      |
| 162     | Edvald Boasson Hagen (NOR) | 60e     |
| 163     | Nathan Earle (AUS)         | AB      |
| 164     | Richie Porte (AUS)         | AB      |
| 165     | Salvatore Puccio (ITA)     | 87e     |
| 166     | Ben Swift (GBR)            | 32e     |
| 167     | Christopher Sutton (AUS)   | 97e     |
| 168     | Bradley Wiggins (GBR)      | 112e    |

| Tinkoff-Saxo TCS | Tinkoff-Saxo TCS              | Tinkoff-Saxo TCS |
| ---------------- | ----------------------------- | ---------------- |
| Num              | Coureur                       | Pos              |
| 171              | Christopher Juul Jensen (DEN) | 94e              |
| 172              | Evgueni Petrov (RUS)          | 121e             |
| 173              | Jay McCarthy (AUS)            | 61e              |
| 174              | Manuele Boaro (ITA)           | 73e              |
| 175              | Matti Breschel (DEN)          | 41e              |
| 176              | Nicolas Roche (IRL)           | 89e              |
| 177              | Nicki Sørensen (DEN)          | 80e              |
| 178              | Nikolay Trusov (RUS)          | 138e             |

| Bretagne-Séché Environnement BSE | Bretagne-Séché Environnement BSE | Bretagne-Séché Environnement BSE |
| -------------------------------- | -------------------------------- | -------------------------------- |
| Num                              | Coureur                          | Pos                              |
| 181                              | Romain Feillu (FRA)              | 38e                              |
| 182                              | Armindo Fonseca (FRA)            | 24e                              |
| 183                              | Arnaud Gérard (FRA)              | 63e                              |
| 184                              | Anthony Delaplace (FRA)          | 18e                              |
| 185                              | Jean-Marc Bideau (FRA)           | AB                               |
| 186                              | Brice Feillu (FRA)               | 44e                              |
| 187                              | Eduardo Sepúlveda (ARG)          | 102e                             |
| 188                              | Florian Vachon (FRA)             | 56e                              |

| Cofidis COF | Cofidis COF             | Cofidis COF |
| ----------- | ----------------------- | ----------- |
| Num         | Coureur                 | Pos         |
| 191         | Jérémy Bescond (FRA)    | AB          |
| 192         | Cyril Lemoine (FRA)     | 70e         |
| 193         | Rudy Molard (FRA)       | 79e         |
| 194         | Adrien Petit (FRA)      | AB          |
| 195         | Florian Sénéchal (FRA)  | 49e         |
| 196         | Julien Simon (FRA)      | 28e         |
| 197         | Clément Venturini (FRA) | AB          |
| 198         | Rein Taaramäe (EST)     | 81e         |

| IAM | IAM                          | IAM |
| --- | ---------------------------- | --- |
| Num | Coureur                      | Pos |
| 201 | Sylvain Chavanel (FRA)       | 1er |
| 202 | Martin Elmiger (SUI) (Route) | AB  |
| 203 | Heinrich Haussler (AUS)      | 29e |
| 204 | Matthias Brändle (AUT)       | 42e |
| 205 | Kevyn Ista (BEL)             | AB  |
| 206 | Thomas Lövkvist (SWE)        | AB  |
| 207 | Jérôme Pineau (FRA)          | 58e |
| 208 |                              |     |

| Neri Sottoli NRI | Neri Sottoli NRI        | Neri Sottoli NRI |
| ---------------- | ----------------------- | ---------------- |
| Num              | Coureur                 | Pos              |
| 211              | Francesco Chicchi (ITA) | AB               |
| 212              | Samuele Conti (ITA)     | 148e             |
| 213              | Andrea Fedi (ITA)       | 2e               |
| 214              | Mauro Finetto (ITA)     | 66e              |
| 215              | Andrea Dal Col (ITA)    | AB               |
| 216              | Simone Ponzi (ITA)      | AB               |
| 217              |                         |                  |
| 218              | Francesco Failli (ITA)  | 119e             |

| Bardiani CSF BAR | Bardiani CSF BAR                 | Bardiani CSF BAR |
| ---------------- | -------------------------------- | ---------------- |
| Num              | Coureur                          | Pos              |
| 221              | Nicola Ruffoni (ITA)             | 143e             |
| 222              | Enrico Battaglin (ITA)           | 25e              |
| 223              | Nicola Boem (ITA)                | 54e              |
| 224              | Francesco Manuel Bongiorno (ITA) | 131e             |
| 225              | Sonny Colbrelli (ITA)            | 72e              |
| 226              | Andrea Piechele (ITA)            | 129e             |
| 227              | Stefano Pirazzi (ITA)            | AB               |
| 228              | Edoardo Zardini (ITA)            | 130e             |

| Wanty-Groupe Gobert WGG | Wanty-Groupe Gobert WGG | Wanty-Groupe Gobert WGG |
| ----------------------- | ----------------------- | ----------------------- |
| Num                     | Coureur                 | Pos                     |
| 231                     | Björn Leukemans (BEL)   | 77e                     |
| 232                     | Jérôme Baugnies (BEL)   | 22e                     |
| 233                     | Thomas Degand (BEL)     | AB                      |
| 234                     | Laurens De Vreese (BEL) | 98e                     |
| 235                     | Mirko Selvaggi (ITA)    | 37e                     |
| 236                     | Jempy Drucker (LUX)     | 45e                     |
| 237                     | Kévin Van Melsen (BEL)  | AB                      |
| 238                     | Jan Ghyselinck (BEL)    | AB                      |